# Lamyristis
Lamyristis é um gênero de mariposa pertencente à família Acrolophidae.